# Dorel-Gheorghe Acatrinei
Dorel-Gheorghe Acatrinei (n. 18 aprilie 1977, Suceava, România) este un deputat român, ales în 2020 din partea AUR. 